# Tirreno-Adriático 1978
La XIII edición de la Tirreno-Adriático se disputó entre el 11 y el 16 de marzo de 1978 con un recorrido de 864 kilómetros con salida en Santa Marinella y llegada a San Benedetto del Tronto. El ganador de la carrera fue el italiano Giuseppe Saronni (Scic).

## Etapas
| Etapa   | Fecha       | Recorrido                             | km    | Ganador             | Líder            |
| ------- | ----------- | ------------------------------------- | ----- | ------------------- | ---------------- |
| Prólogo | 11 de marzo | Santa Marinella - Santa Severa (CRI)  | 8,0   | Giuseppe Saronni    | Giuseppe Saronni |
| 1ª      | 12 de marzo | Santa Marinella - Ferentino           | 198,0 | Vittorio Algeri     | Giuseppe Saronni |
| 2ª      | 13 de marzo | Cassino - Paglieta                    | 200,0 | Franco Bitossi      | Giuseppe Saronni |
| 3ª      | 14 de marzo | Paglieta - Coll de San Giacomo        | 174,0 | Josef Fuchs         | Giuseppe Saronni |
| 4ª      | 15 de marzo | Corropoli - Civitanova Marche         | 193,0 | Palmiro Masciarelli | Giuseppe Saronni |
| 5ª A    | 16 de marzo | S.B del Tronto - Corropoli            | 73,0  | Rik van Linden      | Giuseppe Saronni |
| 5a B    | 16 de marzo | S.B del Tronto - S.B del Tronto (CRI) | 18,0  | Knut Knudsen        | Giuseppe Saronni |

## Clasificaciones finales

### General
| Posición | Ciclista          | Equipo               | Tiempo      |
| -------- | ----------------- | -------------------- | ----------- |
| 1        | Giuseppe Saronni  | Scic                 | 22h 08' 46" |
| 2        | Knut Knudsen      | Bianchi              | + 12"       |
| 3        | Francesco Moser   | Sanson               | + 45"       |
| 4        | Josef Fuchs       | Fiorella             | + 52"       |
| 5        | Michel Pollentier | Flandria-Velda       | + 1' 26"    |
| 6        | Alfredo Chinetti  | Selle Royal-Inoxpran | + 1' 45"    |
| 7        | Fausto Bertoglio  | Selle Royal-Inoxpran | + 2' 02"    |
| 8        | Wladimiro Panizza | Vibor                | + 2' 03"    |
| 9        | Johan De Muynck   | Bianchi              | + 2' 18"    |
| 10       | Bruno Wolfer      | Zonca                | + 2' 39"    |